# Lauterbach (Schwarzwald)
Lauterbach ist eine Gemeinde im Landkreis Rottweil in Baden-Württemberg.
Die Gemeinde führt seit 1884 das Prädikat Luftkurort.

## Geographie

### Geographische Lage
Lauterbach liegt im Mittleren Schwarzwald in 540 bis 887 Meter Höhe im Tal des Lauterbachs, einem Zufluss der Schiltach. Das Rathaus liegt auf 568 m. Zu Lauterbach gehört das Hochtal Sulzbach, welches zwischen 700 und 900 m ü. NHN liegt. Sulzbach war nie eine selbstständige Gemeinde, sondern ist nur eine Ansammlung verschiedener Wohnplätze, z. B. dem Rotwasser und dem Bruckhof. Das Gebiet heißt eigentlich auch Sulzbachtal und nicht Sulzbach, wurde aber auf Grund des gleichnamigen Flusses, der das Sulzbachtal in Richtung Lauterbach durchfließt, irgendwann einmal nur noch Sulzbach [Lauterbacherisch: Sulzbâ] genannt. Das Gebiet südlich, westlich und nördlich von Lauterbach ist sehr dünn besiedelt.

### Nachbargemeinden
Die Gemeinde grenzt im Norden an die Stadt Schiltach (Ortsteil Lehengericht) und an die Stadt Wolfach (Ortsteil Kirnbach), im Osten an Schramberg, im Süden an den Schramberger Ortsteil Tennenbronn, welcher vor 2006 selbständig war. Im Westen grenzt Lauterbach an die Stadt Hornberg (Ortsteil Reichenbach), die wie Wolfach zum Ortenaukreis gehört, und von der es durch den Mooswaldkopf getrennt ist. Durch einen kurzen Streifen, der zur Stadt Hornberg gehört, ist Lauterbach von der Gemeinde Gutach im Ortenaukreis getrennt. Bis auf Schramberg waren bis zum Zusammenschluss Baden-Württembergs alle Nachbarorte des württembergischen Lauterbach badisch und gehörten zum Landkreis Wolfach. Die Entfernung zur Kreisstadt Rottweil beträgt etwa 33 Kilometer, bis nach Villingen-Schwenningen sind es rund 30 Kilometer, nach Freudenstadt etwa 40 Kilometer, nach Freiburg etwa 55 Kilometer und nach Offenburg rund 55 Kilometer.

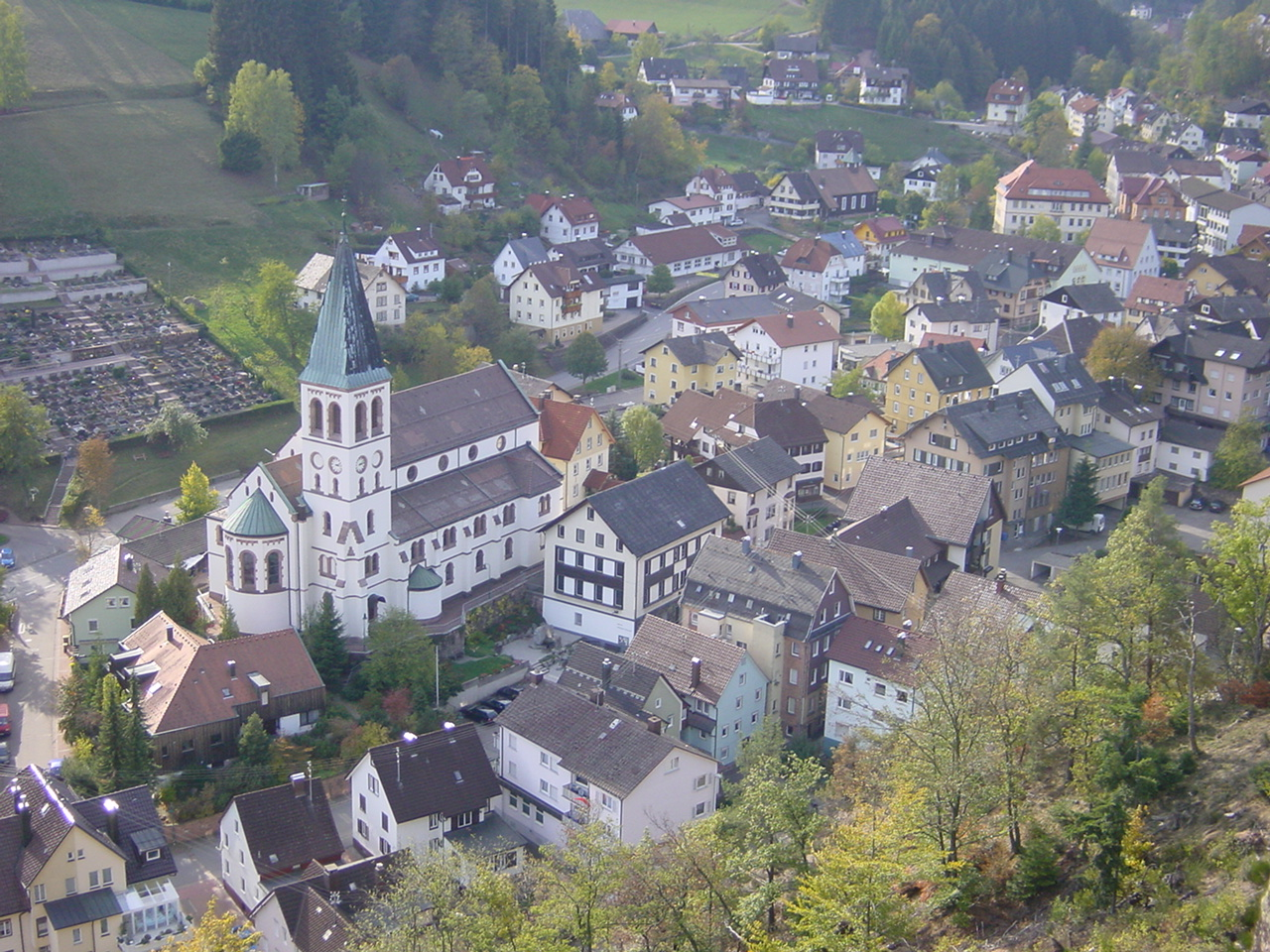
Der Ortskern von Lauterbach mit der neuromanischen Kirche St. Michael

### Gemeindegliederung
Zur Gemeinde Lauterbach gehören das Dorf Lauterbach und 38 weitere Dörfer, Weiler, Höfe und Häuser.
Im Gemeindegebiet liegen die in anderen Orten aufgegangenen Ortschaften Bäuerleshof, Bildstöckle, Kapfhäusle, Lauterbacher Käppeleshof, Oswaldhof, Rauchhäusle, Rote Mühle, Sulzbach, Sulzbacher Käppeleshof, Unterdorf, Wäldersbauernhof und Winterwald.

### Flächennutzung
Die Gemeindefläche beträgt 1995 Hektar, davon sind 1098 ha Waldgebiet (55 %), 37 % werden landwirtschaftlich genutzt, der Rest sind Verkehrsflächen und Bebauung. Dadurch, dass der Ortskern in das Lauterbacher Tal eingebettet ist, stieß die Bebauung schon vor einiger Zeit an ihre Grenzen, weshalb der weitere Bau von Häusern nur noch in den Randbezirken oder auf dem Fohrenbühl und in Sulzbach möglich ist.

### Schutzgebiete
Auf der Lauterbacher Gemarkung befindet sich das Landschaftsschutzgebiet Sulzbachtal. Zudem befinden sich einige Teilgebiete des FFH-Gebiets Mittlerer Schwarzwald bei Hornberg und Schramberg auf dem Gemeindegebiet. Lauterbach gehört zum Naturpark Schwarzwald Mitte/Nord.

## Geschichte

### Zur Zeit des alten Reichs
Die erste (allerdings umstrittene) urkundliche Erwähnung Lauterbachs war 1101. Damals lag der Ort im Herzogtum Schwaben. Lauterbach gehörte bis zum Untergang des Heiligen Römischen Reichs zur Herrschaft Schramberg und wurde zusammen mit ihr 1583 an die Habsburger verkauft. Von da an war Lauterbach 222 Jahre lang (1583–1805) ein Teil von Vorderösterreich.

### Württembergische Zeit
Nach dem Sieg Napoleons über das Kaisertum Österreich und das Russische Kaiserreich in der Schlacht von Austerlitz (Dezember 1805) fiel das Gebiet an Württemberg und wurde zunächst dem Oberamt Hornberg unterstellt. Im Zuge zahlreicher Anpassungen an sich ändernde Grenzen zum Großherzogtum Baden wurde bei der Umsetzung der Verwaltungsgliederung im Königreich Württemberg der Ort Lauterbach schließlich 1810 dem Oberamt Oberndorf zugeordnet. Für eineinhalb Jahrhunderte war Lauterbach ein markanter Zipfel an der südwestlichen Grenze von Württemberg, auf drei Seiten umgeben von badischem Gebiet. Durch die Kreisreform während der NS-Zeit in Württemberg gehört Lauterbach seit 1938 zum Landkreis Rottweil.

### Nachkriegszeit
1945 wurde das Gebiet Teil der Französischen Besatzungszone und kam somit zum Nachkriegsland Württemberg-Hohenzollern. Erst seit der Schaffung des Bundeslandes Baden-Württemberg 1952
gehört die exponierte Lage Lauterbachs an der württembergisch-badischen Landesgrenze nunmehr der Geschichte an. Durch die Verwaltungsreform von 1973 wurden die badischen Nachbargemeinden Tennenbronn und Schiltach dem Landkreis Rottweil zugeschlagen; der gesamte Kreis Rottweil wechselte vom alten Regierungsbezirk Südwürttemberg-Hohenzollern zum neu umrissenen Regierungsbezirk Freiburg.

### Versuch einer Eingemeindung nach Schramberg
1997/98 wollten Schramberg und die damalige Mehrheitsfraktion im Lauterbacher Gemeinderat UBL die Eingemeindung Lauterbachs bewirken. Dazu wurde in Lauterbach am 1. März 1998 ein Bürgerentscheid durchgeführt, in dem sich über 75 % der Wähler für die Eigenständigkeit ihrer Gemeinde ausgesprochen haben.

## Religionen
Lauterbach ist ein größtenteils römisch-katholisches Dorf. Erst Anfang des 20. Jahrhunderts kamen Protestanten ins Dorf, die 1959 eine evangelische Gemeinde gründeten. 

Kirchen in Lauterbach
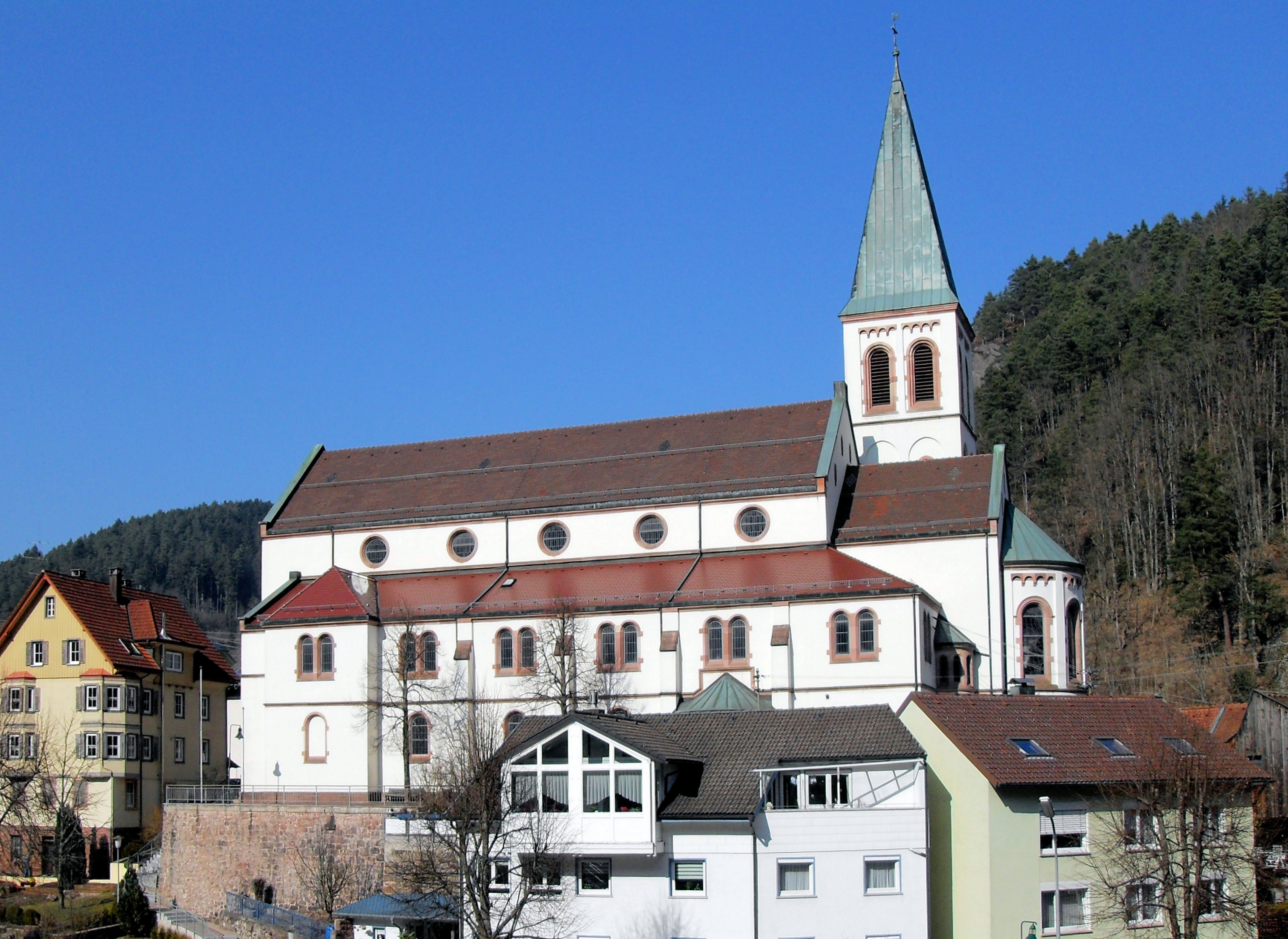
Katholische Kirche St. Michael
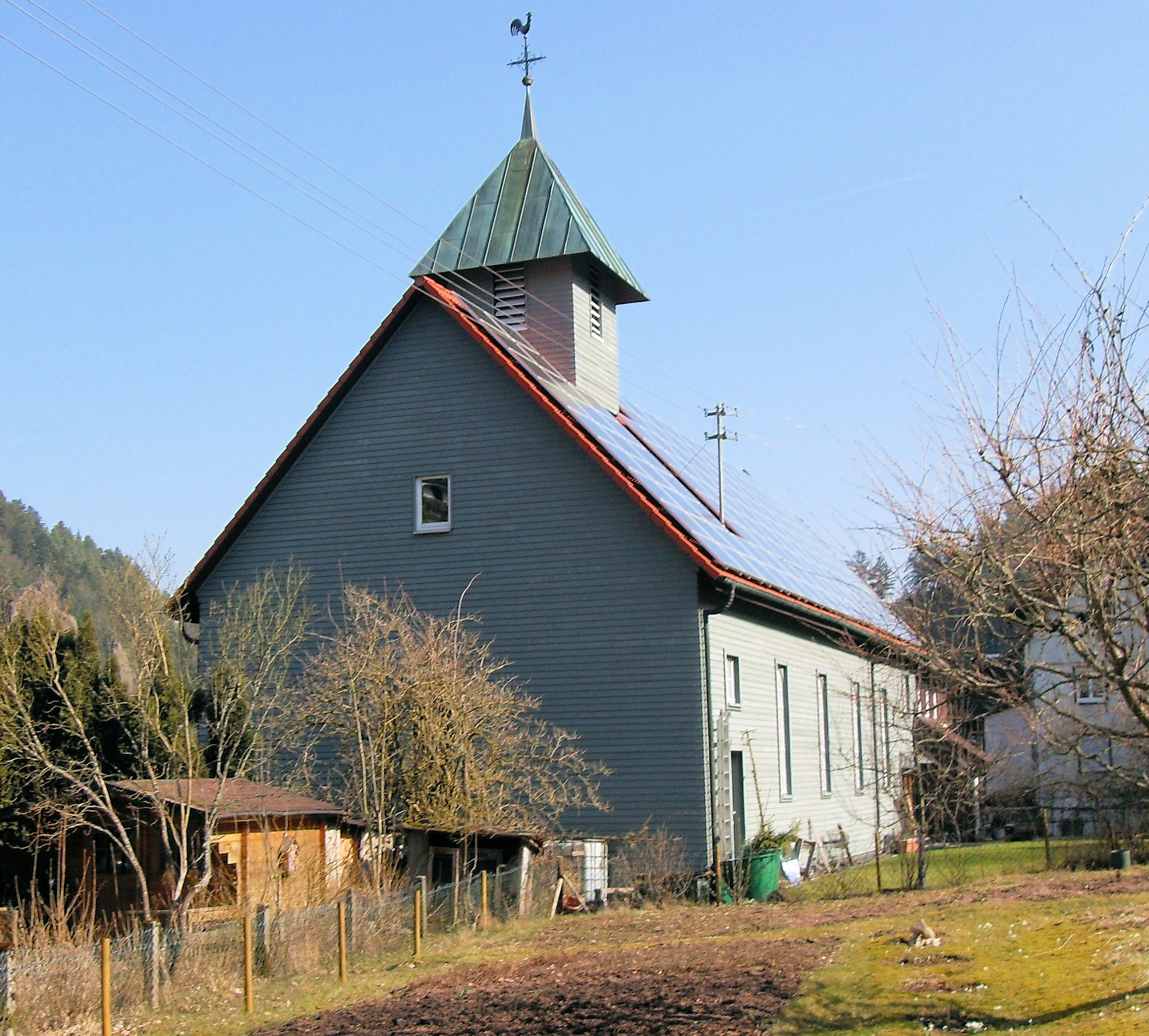
Evangelische Kirche

Trotzdem stellen die Katholiken noch immer mit rund 80 % die Mehrheit der Bevölkerung. Die Kirchengemeinde St. Michael gehört zum Dekanat Rottweil der Diözese Rottenburg-Stuttgart. Seit 2006 befindet sich im früheren Haus Berlin das Exerzitienhaus Porta Caeli der Priesterbruderschaft St. Pius X.

## Politik

### Verwaltungsgemeinschaft
Die Gemeinde gehört der Vereinbarten Verwaltungsgemeinschaft der Stadt Schramberg an. In Lauterbach ist die CDU die führende Partei; bei den Bundestagswahlen 2005 wählten über 60 % die CDU, weniger als 20 % wählten die SPD.

### Gemeinderat
Dem Gemeinderat gehören nach der Kommunalwahl vom 9. Juni 2024 neben dem Bürgermeister als Vorsitzenden zwölf Mitglieder an.
| Partei/Liste                  | 2024   | 2024   | 2019   | 2019   |
| Partei/Liste                  | Anteil | Sitze  | Anteil | Sitze  |
| ----------------------------- | ------ | ------ | ------ | ------ |
| CDU/offene Liste              | 52,6 % | 6      |        | 6      |
| Unabhängige Bürger Lauterbach | 37,2 % | 5      |        | 6      |
| FDP/Freie Bürger              | 10,2 % | 1      | --     | --     |
| Wahlbeteiligung               | 67,2 % | 67,2 % | 64,5 % | 64,5 % |

### Bürgermeister
Bürgermeister ist seit dem 5. Dezember 2022 Jürgen Leichtle. Er wurde am 25. September 2022 mit 68,3 Prozent der Stimmen gewählt. Er folgte Norbert Swoboda nach, der ab 1998 amtierte und zuletzt im September 2014 mit 94 Prozent der Stimmen wiedergewählt wurde. Bei der Bürgermeisterwahl 2022 kandidierte Swoboda nicht erneut.

### Gemeindewappen
Das heutige Wappen zeigt zwei voneinander abgekehrte Streitsensen (auch Breschmesser oder Kuse, frz. Couse genannt) in Weiß (Silber) auf blauem Grund. Es entstammt dem Stammwappen der Freiherren, seit 1746 Reichsgrafen von Bissingen-Nippenburg, welche die Herrschaft Schramberg seit 1648 als Pfandlehen besaßen.

## Kultur und Sehenswürdigkeiten
Der Ort liegt an der Deutschen Uhrenstraße und am Fernwanderweg Mittelweg, die beide an vielen Sehenswürdigkeiten vorbeiführen.
Zahlreiche Vereine und Vereinigungen prägen das kulturelle und sportliche Leben in der Gemeinde.

### Weitere Bauwerke

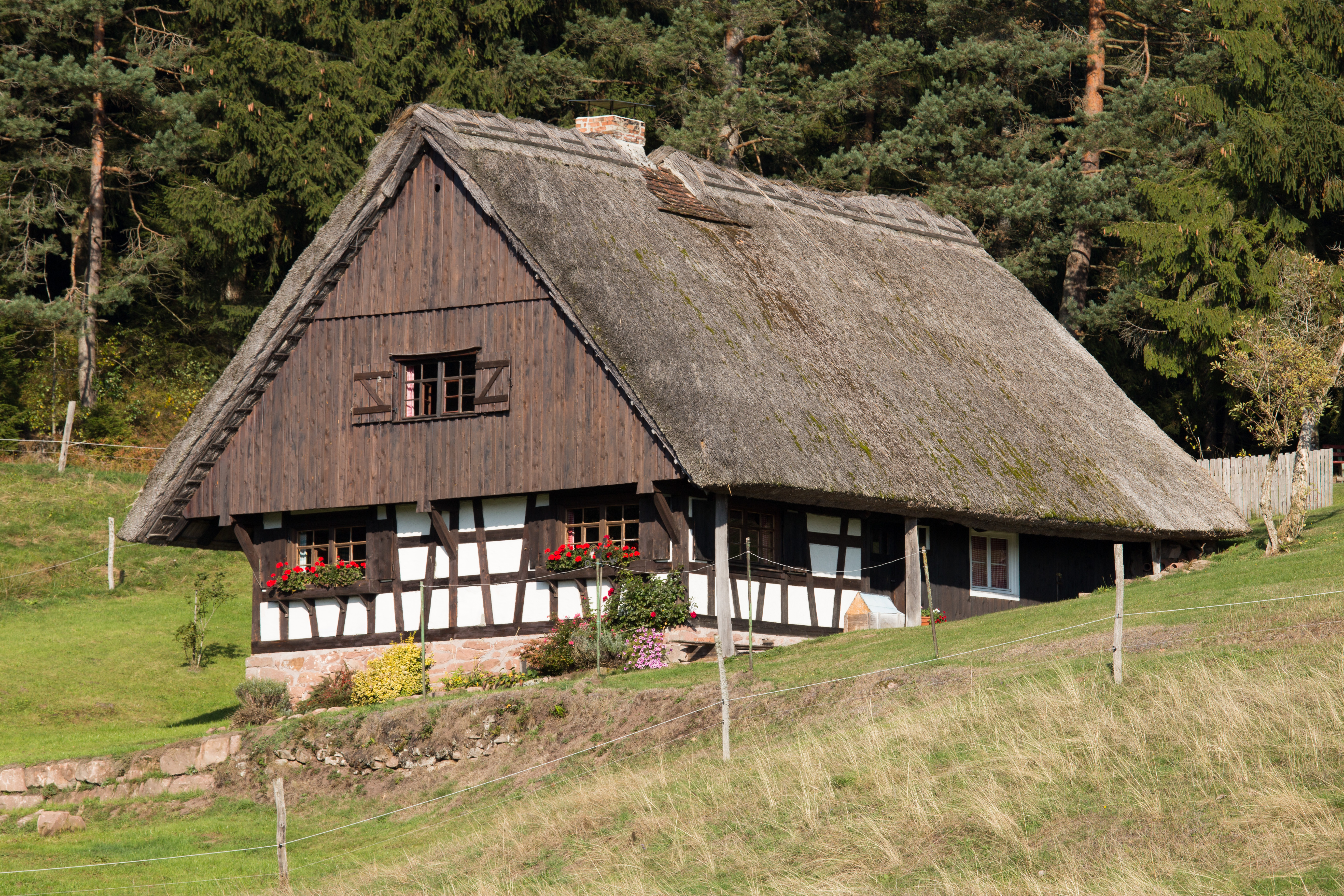
Kapfhäusle im Sulzbachtal
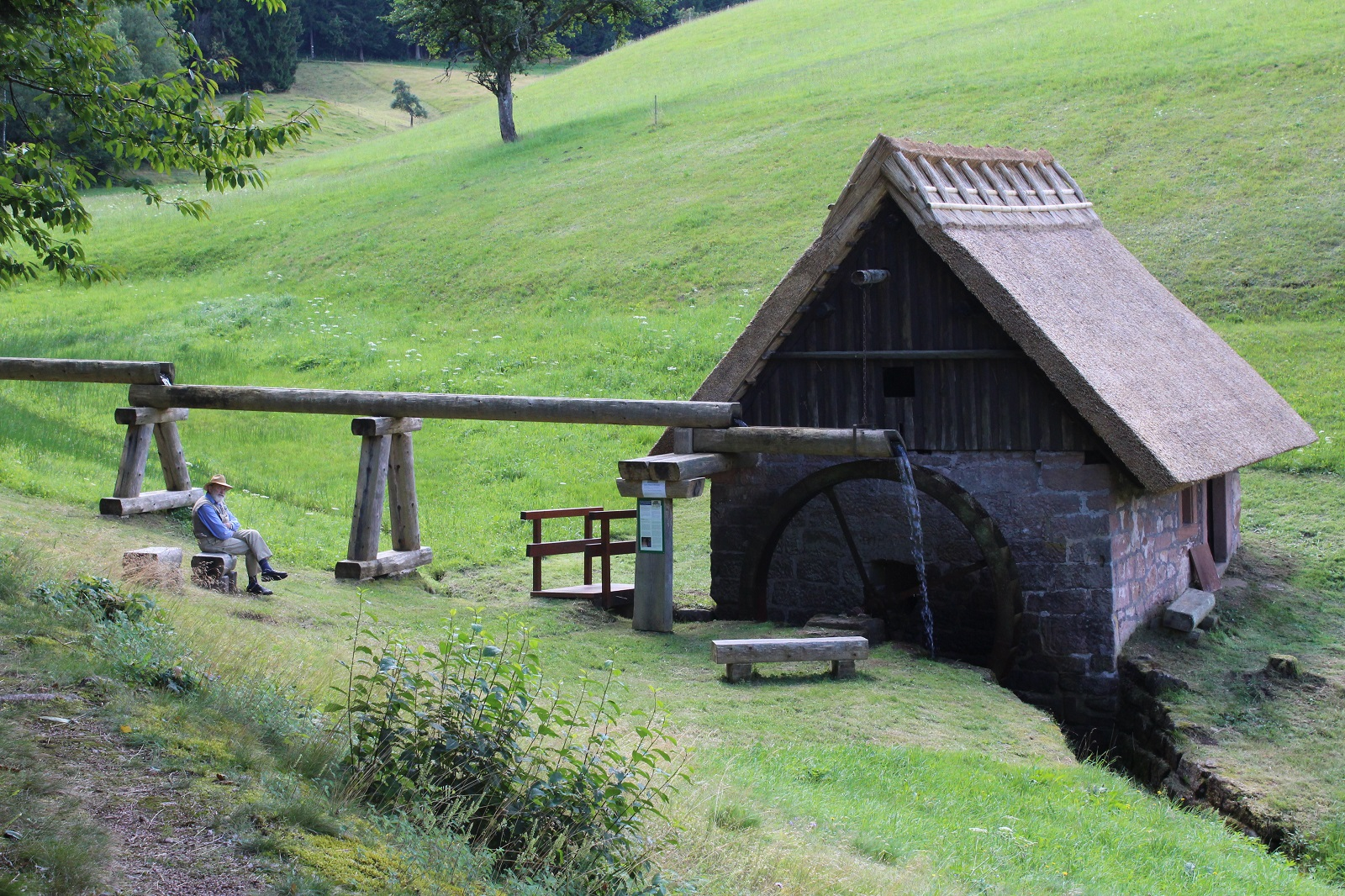
Mooswaldmühle im Sulzbachtal
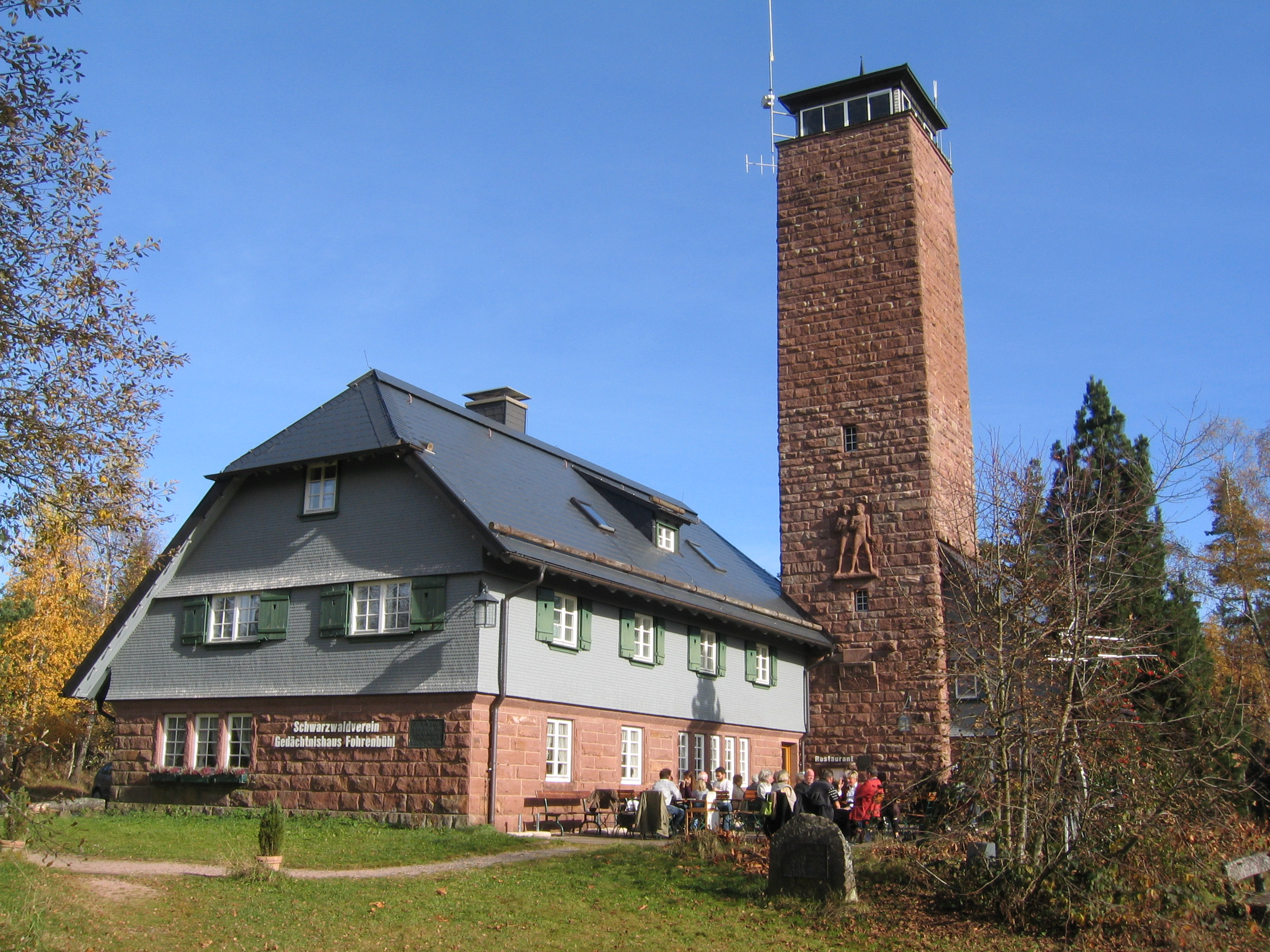
Gedächtnishaus am Fohrenbühl

### Galerien
Die Galerie Wilhelm Kimmich  veranstaltet Ausstellungen und Konzerte.

### Fasnet
In Lauterbach wird wie im ganzen schwäbisch-alemannischen Raum die Fasnet gefeiert. Dabei ist einer der Höhepunkte das Hexenrufen, das immer am „Schmotzigâ“ stattfindet. Die Häse der Lauterbacher sind die Stumphos', der Beerle-Ma und die Hochsteighexe. Zum 60. Jubiläum der Narrenzunft Lauterbach im Jahr 2009 wurde der Büttel ins Leben gerufen, der die Zunft nun bei allen Auftritten und Veranstaltungen anführt. Der Narrenspruch der Lauterbacher lautet „Eerle – Beerle“.

### Kilbe
Mitte/Ende Oktober wird in Lauterbach Kilbe gesungen. Diese beruft sich auf eine alte Tradition, noch aus der Zeit der Herrschaft Schramberg. Die Kilbe wird auch nur noch in der Umgebung von Schramberg gefeiert. Dabei laufen die Kinder mit Laternen durch die Straßen und singen „Kilbelieder“. Danach bekommen sie Gutsle, Süßigkeiten oder Obst, vornehmlich Orangen und Mandarinen. – Allerdings weicht der Brauch immer mehr Halloween.

### Sehenswertes
- Standuhr im ehemaligen Rathaus (Nachlass von Wilhelm Kimmich)
- Schwarzwaldmühlen am Lauterbach und Sulzbach[5]

- Wanderheim des Schwarzwaldvereins mit Aussichtsturm[6]

## Wirtschaft und Infrastruktur

### Industrie und Gewerbe
Mit fortschreitender Industrialisierung im 19. Jahrhundert entwickelte sich Lauterbach vom Bauerndorf zur Arbeiterwohngemeinde. Vor allem in der Uhrenindustrie der Nachbarstadt Schramberg fanden die Lauterbacher Arbeit, aber auch am Ort entstanden kleine und mittlere Betriebe. Aus einer Kammfabrik entstand der heute größte Betrieb am Ort, die Firma Bock Kunststofftechnik. Jedoch ist die Industrie im Vergleich zu anderen Orten eher unterentwickelt und die Pendlerbilanz ist nach wie vor negativ.

### Tourismus
Ein wichtiger Zweig der Lauterbacher Wirtschaft ist nach wie vor der Tourismus, der seine Hochphase nach dem Zweiten Weltkrieg bis in die 80er Jahre erlebte. In Lauterbach gibt es mehrere Hotels und sehr viele private Pensionen.

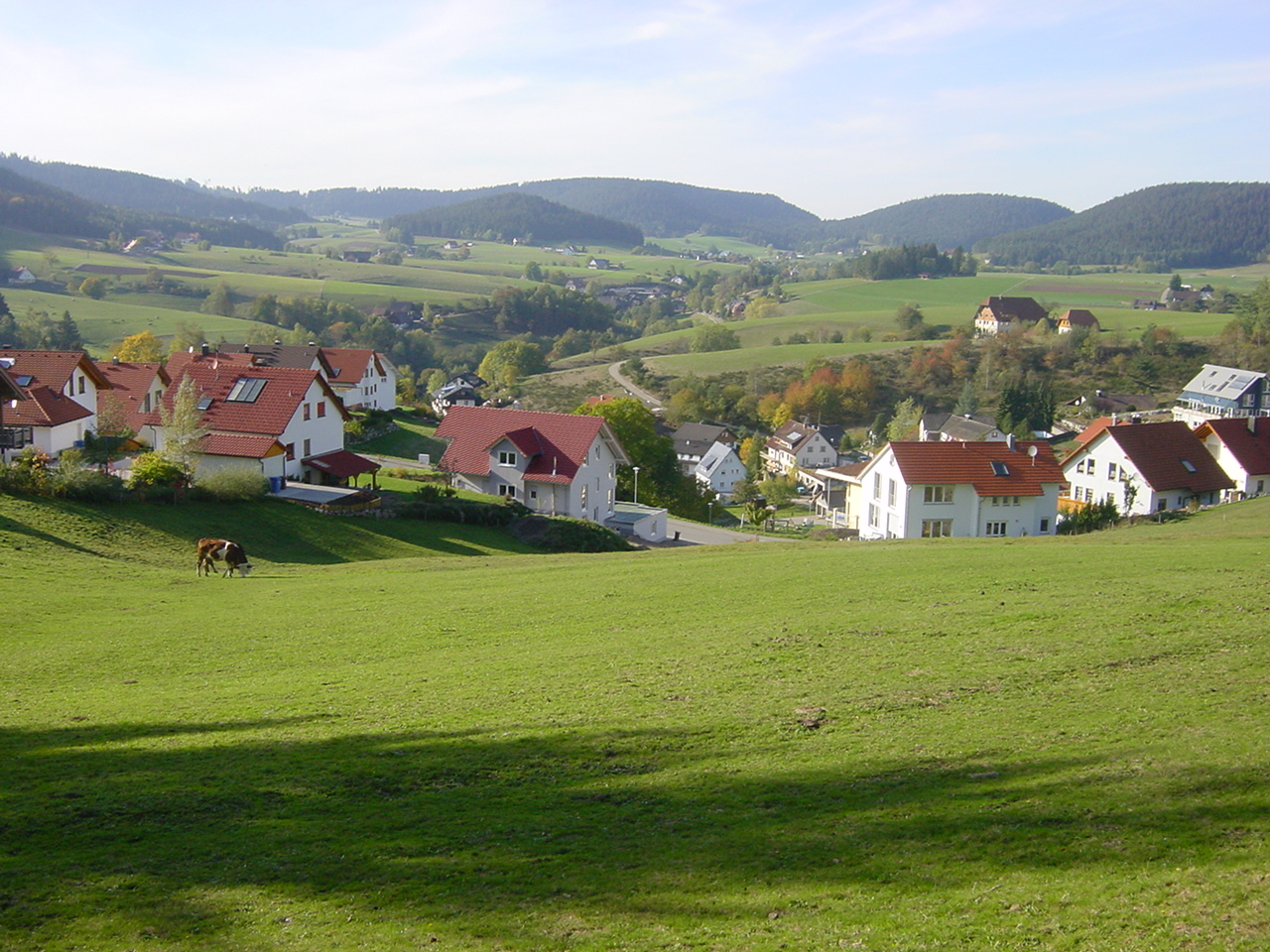
Landschaftlich schön ist der höher gelegene Ortsteil Sulzbach

### Bildung
In Lauterbach gibt es zwei Kindergärten (einen in Lauterbach und einen in Sulzbach) und eine Grundschule (als Naturparkschule ausgezeichnet) Alle weiterführenden Schulen stehen in der Nachbarstadt Schramberg (z. B. das Gymnasium Schramberg) und deren Ortsteil Sulgen zur Verfügung, berufliche Gymnasien gibt es in Rottweil und Wolfach.

### Verkehr
Die nächste Autobahn ist die A 81 Stuttgart–Singen, die über Schramberg und die B 462 etwa 30 Kilometer entfernt ist. Über Hornberg und die B 33 sind es rund 60 Kilometer bis zur A 5 Karlsruhe–Basel (Ausfahrt: Offenburg) und ca. 50 Kilometer zur A 5 (Ausfahrt: Freiburg/Nord, Waldkirch).
Die nächsten Bahnstationen sind Hornberg an der Schwarzwaldbahn, sowie Wolfach und Schiltach an der von der Ortenau-S-Bahn betriebenen Kinzigtalbahn.

#### Passhöhe Fohrenbühl
Die Gemeinde Lauterbach teilt sich mit der Gemeinde Hornberg die Passhöhe Fohrenbühl, auf der bis 1805 die Grenze zwischen der habsburgischen Herrschaft Schramberg und dem württembergischen Hornberg – und danach die Grenze zwischen dem Königreich Württemberg und dem Großherzogtum Baden – verlief. Nicht weit von der Passhöhe Fohrenbühl befindet sich der Mooswaldkopf, welcher mit 880 m einer der höchsten Berggipfel des mittleren Schwarzwaldes ist.

## Persönlichkeiten

### Söhne und Töchter der Gemeinde
- Karl Buchholz (1932–2017), Radsportler
- Johann Georg Heine (1771–1838), Mediziner
- Jakob von Heine (1800–1879), Mediziner
- Wilhelm Kimmich (1897–1986), Maler
- Erwin Brugger (1920–1987), Oberstudiendirektor und hohenzollerischer Landespolitiker

### Personen, die in dieser Stadt gewirkt haben
- Ludwig Stemmer (1828–1908), Arzt und Priester; begründete in Lauterbach den Fremdenverkehr
- Janina Hettich-Walz (* 1996), Biathletin; in Lauterbach aufgewachsen